# Reginarci
Reginarci ili Reginaridi (fr. Reiniers), velikaška obitelj iz Donje Lotaringije koja je započela svoj društveno-politički uspon u doba franačke dinastije Karolinga u 9. stoljeću. U kasnijem razdoblju bili su poznati pod imenom Brabant. Članovi obitelji su vladali grofovijom Hainaut i Louvain, a kasnije i vojvodinom Brabant, Lothierom i Limburgom. Obitelj je izumrla u glavnoj muškoj liniji 1355. godine te su njihove zemlje preko braka posljednje vojvotkinje Ivane Brabantske (1355. – 1406.) s Vjenceslavom, knezom Luksemburga, pripale Luksemburgovcima.
Iz mlađih muških linija proizlaze britanska velikaška obitelj Percy, vojvode Northumberlanda i njemačka velikaška obitelj Hessen, koja je vladala Hessenom od 1264. do 1918. godine.

## Obiteljska povijest
Pretpostavlja se da je najstariji poznati predak obitelji bio Gilbert (Giselbert), grof Maasgaua (spomenut 841.), koji je za vrijeme sukoba sinova i nasljednika Karla I. Velikog († 814.) prebjegao od kralja Lotara I. ka kralju Karlu II. Čelavom. Njegov sin bio je vjerojatno Reginar I. († 915.), osnivač dinastije Reginaraca. Reginar I. i njegov sin Gilbert II. († 939.) obnašali su službu vojvoda Lotaringije, ali su poslije smrti kralja Karla III. Debelog 888. godine, došli u sukob s Konradinima oko prevlasti nad Lotaringijom. Godine 910. Reginarci su uspjeli dovesti svog kandidata, Karla III. Glupog na francusko prijestolje čime su pobijedili u sukobu s Konradinima. Godine 958. Bruno I., vojvoda Lotaringije porazio je Reginara III. († 973.) i oduzeo mu sve zemlje i naslove, nakon čega je Reginar III. pobjegao u Češku.
Reginar IV. († 1013.), sin Reginara III. uspio je 998. godine ovladati grofovijom Mons. Potomci Reginara IV. poznati su kao grofovi Hainauta, a potomci njegova brata Lamberta I. († 1015.) kao grofovi Louvaina.

## Vladari Hainauta
- Reginar I. (? – 898. i 908. – 915.)
- Reginar II. (915. – iza 932.)
- Reginar III. (o. 940. – 958.)
- Reginar IV. (973. – 974.)
- Reginar V. (1013. – 1039.),
- Herman (r. 1039. –1051.)